# علی پرتوی
علی پرتوی کارآفرین و سرمایه‌گذار ایرانی‌تبار مقیم سان فرانسیسکو است. او به همراه برادر دوقلویش هادی پرتوی شرکت iLike را بنیان نهاد و مدیر عالی اجرایی آن بود.
او قائم مقام عالی توسعه کسب و کار مای اسپیس بود. او در شرکت‌های مثل فیسبوک و دراپ باکس و کشاورزی سرمایه‌گذاری‌های موفقی داشته‌است. او فرزند فیروز پرتوی از بنیان‌گذاران دانشگاه صنعتی شریف و نوه مجید خسروشاهی از خاندان‌های بزرگ و کارآفرین قبل از انقلاب است.
خانواده پرتوی پس از وقوع انقلاب و در سال ۱۳۶۳ و بعد از بازگشایی دانشگاه‌ها ‌با پایان انقلاب فرهنگی از ایران مهاجرت کردند.